# Lucia Panzieri
Lucia Panzieri (Pesaro, 12 ottobre 1973) è una scrittrice italiana autrice di libri per bambini.

## Biografia
Nata a Pesaro, studia alla Scuola superiore di lingue moderne per interpreti e traduttori di Forlì e all'Università di Warwick e si laurea nel 1997. Dopo essersi sposata e trasferita a Ivrea, ha lavorato per alcuni anni come traduttrice per poi dedicarsi alla scrittura di libri per bambini e agli incontri con i lettori nelle scuole, nelle librerie e nelle biblioteche.
Esordisce nel 2006 con Fratellino Zuccavuota, per le edizioni Lapis. Nello stesso anno, è tra le finaliste del concorso La filastroccola, indetto dalla rivista Andersen, con la filastrocca Figli da coltivare. Nel 2007, I bambini della nanna entra nel catalogo Nati per leggere, il progetto nazionale di promozione della lettura sin dalla prima infanzia. Nel 2008 pubblica per l'editore Il Castoro Il coccodrillo gentile con le illustrazioni di Anton Gionata Ferrari, Premio Andersen 2007. Nel 2008 e nel 2009 due suoi racconti vengono selezionati dal Concorso letterario nazionale Lingua Madre e pubblicati nelle omonime raccolte. Nel 2010 pubblica con Lapis Un leone e due bici, una storia sul rapporto tra fratelli e sorelle, tra piccole gelosie e grandi complicità.
I suoi libri sono stati tradotti e pubblicati in Germania, Turchia, Giappone e Stati Uniti.
Dal 2013 è la curatrice della Piccola Invasione, la sezione dedicata ai bambini del festival della lettura La grande invasione, che si tiene ad Ivrea.

## Opere
- Fratellino Zuccavuota, illustrazioni di Samantha Enria, Collana I Lapislazzuli, Lapis, 2006, ISBN 978-88-7874-019-8.
- Davanti al mare blu, illustrazioni di Alessandro Battan, Collana Bollicine, Giunti, 2006, ISBN 88-09-04777-X.
- I bambini della nanna, illustrazioni di Samantha Enria, Collana I due per due, Lapis, 2006, ISBN 88-7874-037-3.
- I bambini della nanna, illustrazioni di Samantha Enria, Nati per Leggere, Lapis, 2006, ISBN 978-88-7874-083-9.
- Una mamma albero, illustrazioni di Cristiana Cerretti, Collana I Lapislazzuli, Lapis, 2007, ISBN 978-88-7874-060-0.
- Il coccodrillo gentile, illustrazioni di Anton Gionata Ferrari, Il Castoro, 2008, ISBN 978-88-8033-442-2.
- (DE) Mama ist wie ein Baum, traduzione di Susanna Rieder, illustrazioni di Cristiana Cerretti, Rieder Verlag, 2008, ISBN 978-3-941172-06-7.
- Daniela Finocchi (a cura di), Lingua madre duemilaotto: racconti di donne straniere in Italia, racconto Capelli, SEB 27, 2008, ISBN 978-88-86618-64-9.
- Daniela Finocchi (a cura di), Lingua madre duemilanove: racconti di donne straniere in Italia, racconto Agata, SEB 27, 2009, ISBN 978-88-86618-70-0.
- Un leone e due bici, illustrazioni di Francesca Chessa, Collana I Lapislazzuli, Lapis, 2010, ISBN 978-88-7874-159-1.

- (TR) Mavi denizin önünde, illustrazioni di Alessandro Battan, Boyut, 2010, ISBN 978-975-23-0677-6.

- (JA) Kokoro yasashii wani, traduzione di Norika Satō, illustrazioni di Anton Gionata Ferrari, Iwasakishoten, 2012, ISBN 978-4-265-85029-7.

- (EN) The kindhearted crocodile, illustrazioni di Anton Gionata Ferrari, Holiday House, 2013, ISBN 978-0-8234-2767-3.